# Констфак
Констфак (швед. Konstfack) — крупнейший в Швеции художественный колледж в области искусства, дизайна и декоративно-прикладного искусства, расположенный в Стокгольме.
В настоящее время в нём обучается около 900 студентов и работает 200 сотрудников. Колледж предлагает обучение на уровне бакалавра, магистра и доктора, имеет одну из крупнейших библиотек Швеции в области искусства, ремёсел и дизайна, открытую для публики.

## История
Учебное заведение было образовано в 1844 году шведским художником и историком искусства Нильсом Мандельгреном в качестве художественной школы для ремесленников с названием Söndags-Rit-skola för Handtverkare. Затем оно называлось Svenska Slöjdföreningen и позже — Svenska Slöjdföreningens skola.
В 1857 году в учебное заведение были приняты первые две студентки — Софи Гранберг и Матильда Андерссон. В 1859 году школа стала государственной и была переименована в Slöjdskolan i Stockholm; с 1879 года называлась Tekniska skolan. С 1945 года учебное заведение известно как Konstfackskolan; тогда же оно было разделено на факультеты, посвящённые отдельным дисциплинам, которые остаются в основном и сегодня: текстиль, декоративное искусство, скульптура, керамика, мебель и дизайн интерьера, металл, реклама и печать. С 1993 года колледж называется просто — Konstfack.

## Деятельность
В колледже имеются семь трёхлетних программ бакалавриата, пять двухгодичных магистерских программ и одна докторская программа, предоставляемая в сотрудничестве с Королевским технологическим институтом.
Первым руководителем учебного заведения был Бальцар Кронстранд. С 2012 года колледж возглавляет ректор Мария Ланц.